# Juan de Ivry
Juan de Ivry también Juan de Avranches y Jean de Rouen (Latín: Johannes Abrincensis, c. 955-1079), fue un noble normando y obispo de Avranches de 1060 a 1067 y arzobispo de Ruán de 1067 a 1079. Era hijo de Rodolfo de Ivry y medio hermano de Hugo de Bayeux. Aparece en Gesta Normannorum Ducum de Guillermo de Jumièges y es posible que la obra haya sido una de las fuentes que el cronista utilizó.
Se convirtió en arzobispo de Ruán cuando su amigo Lanfranco de Canterbury declinó el cargo. Como arzobispo, fue un reformador, abogando por el celibato clerical desde 1074, posición que lo llevó a ser lapidado en un sínodo provincial. En 1075, junto con Roger de Beaumont, asumió el control efectivo de Normandía.
Es conocido por su obra litúrgica Tractatus de officiis ecclesiasticis que fue adoptada oficialmente en la diócesis de Ruán. Fue escrita a petición de Maurilius, su predecesor como arzobispo; solo tuvo un impacto limitado en la promoción de la uniformidad en Normandía.